# Renee - La mia storia
Renee - La mia storia (To Write Love on Her Arms) è un film del 2012 scritto e diretto da Nathan Frankowski.
La pellicola si ispira alla vita di Renee Yohe, una ragazza che nel 2006 (all'età di 19 anni) venne ricoverata in un centro di riabilitazione poiché tossicodipendente, nonché affetta da depressione e autolesionismo. Le vicende di Renee vennero raccontate da Jamie Tworkowski che, nel marzo 2006, diede vita a un'organizzazione no-profit nominata To Write Love on Her Arms (TWLOHA), traducibile in "Scrivere amore sulle sue braccia". Tale associazione, che ormai è divenuta un movimento globale, si occupa di aiutare persone che vivono una situazione di sofferenza come Renee.

## Trama

### L'inizio
Renee è una giovane ragazza della Florida con l'amore per il disegno e per la musica. Da piccola amava le favole e i loro lieto fine ma ben presto, anche in seguito alla morte della madre della migliore amica Jessie, Renee capì come non sempre le cose finiscono per il meglio. Alla ragazza inoltre venne riscontrato anche il disturbo bipolare, causa dei continui incubi quando era piccola. All'età di 17 anni Renee ha unicamente due amici (Jessie e Dylan) con i quali condivide la passione per la musica, ma la ragazza, seppur il grande legame con essi, nasconde la verità sulle sue emozioni e i suoi problemi. La situazione prende una brutta piega quando il trio decide di partecipare a una festa di Halloween invitati da Sean, ragazzo per cui Renee ha una cotta. Alla festa la ragazza, sotto l'effetto di una sostanza che le viene aggiunto a un drink, rifiuterà di andarsene a casa costringendo Jessie e Dylan a lasciarla con Sean. Quest'ultimo, mentre riaccompagna Renee in macchina, la violenterà abbandonandola da sola sulla strada. Questo fatto segna profondamente la ragazza che in un atto di disperazione fa uso dell'autolesionismo, problema di cui soffre sin da ragazzina. Da questo momento Renee si chiude in se stessa, ignorando i suoi amici e cominciando a fare uso di droga. 

### La dipendenza
Passano 2 anni e Renee, ormai diciannovenne, è totalmente dipendente dalla cocaina, vive la sua vita lontana dalla famiglia, non ha più contatti con Jessie e Dylan e frequenta unicamente tossicodipendenti, come il chitarrista Mackey. Durante uno dei soliti incontri in cui Renee e altri ragazzi fanno uso di droga, la ragazza viene abusata per la seconda volta, questa però dal proprietario della casa in cui si svolgeva la serata. Anche in questo caso la sofferenza la porta a procurarsi tagli profondi sulle braccia. Dopo aver rubato dei soldi all'uomo ed essere scappata, Renee decide di chiamare i suoi vecchi amici. Le reazioni di Jessie e Dylan, all'incontro con la ragazza, sono piuttosto contrastanti: se la prima si mostra ostile ed arrabbiata, il ragazzo tenta di comportarsi come un tempo. Dylan e Jessie decidono di portare Renee in un centro di riabilitazione per parlare con David McKenna, un uomo riuscito a disintossicarsi dall'alcol e che può, forse, spingere la ragazza a chiedere aiuto. 
Se in un primo momento Renee è restia, non appena si accorge di quanto sia disperata la sua situazione (tenterà di inalare la cocaina caduta tra le mattonelle del bagno) accetterà di fare il colloquio per essere ricoverata. La cosa non va come sperato poiché Renee, essendo affetta anche da problemi psicologici come depressione e bipolarismo, rischia di condizionare le altre pazienti. L'unica soluzione è fare 5 giorni di disintossicazione per conto proprio, senza droga o ferite, per poi essere ricoverata una volta pulita.
Dopo il rifiuto da parte dei genitori di essere ospitata per quel lasso di tempo(non vogliono che la sorella minore di Renee la veda in quello stato), la ragazza viene portata a casa di David dove riceve il rifiuto di uscire e dove fa la conoscenza di Jamie, coinquilino di David. Iniziano così i 5 giorni, che Renee segna di passo in passo con un rossetto sullo specchio.

### I 5 giorni
I primi due giorni vanno bene, il gruppo decide anche di portare Renee a un concerto di una band di cui David è manager per farla distrarre. Durante lo spettacolo la ragazza viene trasportata dalla folla lontano dai suoi amici e incontra nuovamente Mickey. Jessie, vedendo Renee con il ragazzo, ha uno scatto d'ira ed accusa la ragazza di essersi drogata nuovamente e di aver rovinato tutto a causa di un ragazzo(intendendo Sean due anni prima) e va via prima che Renee abbia la possibilità di raccontare dello stupro. La tentazione di ferirsi è grande ma la ragazza si limita a stringere con forza la lametta con la mano. 
Ben presto iniziano a farsi sentire i sintomi dell'astinenza che indeboliscono e fanno stare malissimo la ragazza.
Il giorno dopo Renee si ricorda che dell'anniversario della morte della madre di Jessie e raggiunge quest'ultima insieme a Dylan in una chiesa. Finalmente la ragazza riesce a confidarsi coi due amici rivelando quell'avvenimento della festa di Halloween e la loro amicizia torna come prima. Passati anche gli ultimi giorni, Renee può essere finalmente ricoverata e come ultimo gesto regala la sua lametta(dalla quale non si era mai separata) a Jamie per dimostrare l'impegno che metterà per non farsi più del male.

### Dopo il ricovero
Durante i 6 mesi in cui Renee è al centro, Jamie decide di scrivere la storia della ragazza e di pubblicarla sul suo sito. Essa ottiene un successo incredibile, fatto che spinge Jamie a dare vita a un'associazione in grado di aiutare chiunque soffra di depressione, dipendenze, problemi psicologici, ecc. per dare un messaggio di speranza e solidarietà verso chi si sente solo nel suo dolore. 
Renee è finalmente pronta per uscire e tornare dalla sua famiglia. La situazione però non è come se l'aspettava: la ragazza non si sente perfettamente guarita e inoltre l'idea dell'associazione non la fa sentire meglio, poiché non adatta a essere d'esempio per qualcun altro. 
Passati dei giorni Renee fa visita a David, tornato in città, con l'intenzione di farsi aiutare a restare sobria ed affrontare la nuova vita ma si imbatterà in un David ricaduto nell'alcol a causa della perdita del gruppo. La ragazza, sentendosi ingannata, in un momento di rabbia distrugge a colpi di mazza da baseball l'auto di Sean ma si ferma quando scopre che egli ha una figlia. Grazie a Mickey incontrato per caso, che racconta di come grazie a lei sta cercando di smettere con la droga, Renee prende coraggio e si dirige a un discorso organizzato da Jamie (per parlare del suo progetto) ed esprime i suoi veri sentimenti davanti alla gente. Capendo quanto sia difficile ripartire da zero dopo una dipendenza, la ragazza decide di chiedere scusa a David. 
Renee affronta ora la sua nuova vita, lentamente ma con pazienza, insieme alle persone a cui tiene.

## Produzione
Le riprese iniziarono il 23 febbraio 2011, un anno esatto dal primo incontro tra Jamie Tworkowski e Renee Yohe, e terminarono il 29 marzo 2011. L'intero film è stato realizzato a Orlando, Florida, nella città natale di Renee.

## Distribuzione
- 13 aprile 2012: Il film apre il Florida Film Festival, venendo mostrato al Regal Winter Park Village (Orlando)[5].
- 3 marzo 2015: Viene pubblicata la versione DVD negli Stati Uniti[6].

## Colonna sonora
Le seguenti track sono state distribuite il 3 marzo 2015:
1. The Valley(Danny Leggett) - 5:23
2. Akidagain (Travie McCoy) - 3:43
3. The Devil's gun (Flint Eastwood) - 2:34
4. Cocaine (Corbin Bleu) - 2:26
5. Reach (Kye Kye) - 2:06
6. The Tracks (Margolnick) - 7:17
7. Black & Blue (Alex Bennett) - 5:32
8. We Can Try (Between The Trees) - 4:02
9. Don't Lose Heart (Civilian) - 4:22
10. People, Turn Around (Delta Spirit) - 5:02
11. The Scientist (Ryan Alexander) - 1:56
12. Keep Going (Rachael Yamagata) - 4:34
13. Crazy Fishes (Bearcat) - 3:21
14. The Secrets (Gatlin Elms) - 5:18
15. You Don’t Know How Beautiful You Are (Surrender) (Jon Foreman) - 3:36

## Riconoscimenti
| Anno | Risultato       | Premio                        | Categoria                                       | Destinato a                                                             |
| ---- | --------------- | ----------------------------- | ----------------------------------------------- | ----------------------------------------------------------------------- |
| 2012 | Vincitore/trice | Omaha Film Festival           | Encore Award                                    | Nathan Frankowski, Kim Dawson, David McKenna, Two Streets Entertainment |
| 2012 | Candidato/a     | Visual Effects Society Awards | Outstanding Visual Effects in a Student Project | Syrena Edmonds, Zack Heimbegner, Brian Mullen, Nathaniel Skinner        |
| 2012 | Vincitore/trice | Crystal Reel Awards           | Migliore attrice                                | Kat Dennings                                                            |
| 2012 | Vincitore/trice | Crystal Reel Awards           | Miglior casting                                 | Amy Severson                                                            |
| 2012 | Vincitore/trice | Crystal Reel Awards           | Cinematografia                                  | Stephen Campbell                                                        |
| 2012 | Vincitore/trice | Crystal Reel Awards           | Miglior suono/ Mixing sonoro                    | Michael Orlowski, Dave Chmela                                           |
| 2012 | Vincitore/trice | Crystal Reel Awards           | Migliori effetti speciali (CGI)                 | Lee Stringer                                                            |
| 2012 | Candidato/a     | Crystal Reel Awards           | Migliore regia                                  | Nathan Frankowski                                                       |
| 2012 | Candidato/a     | Crystal Reel Awards           | Migliore fotografia                             | Kim Dawson                                                              |